# Carole Saturno
Carole Saturno, née le 30 août 1973 à Thionville, est une auteure pour la jeunesse. Elle a également écrit et publié des guides de voyage et des ouvrages consacrés à la cuisine italienne.

## Biographie
Après des études d'histoire et de sociologie à l'Université de Strasbourg et à Paris (École des hautes études en sciences sociales), elle travaille pour le magazine GEO et pour Gallimard en écrivant plusieurs guides de voyages ainsi que des livres pour enfant. 
Son livre Enfants d'ici, parents d'ailleurs. Histoire et mémoire de l'exode rural et de l'immigration en France, paru aux éditions Gallimard Jeunesse en novembre 2005, a été récompensé par le Prix de la presse des Jeunes au  salon du livre jeunesse de Montreuil(2005), le prix Amerigo-Vespucci jeunesse au 17e festival international de géographie  (FIG) de Saint-Dié-des-Vosges en 2006 et le prix Sorcières en 2007.  
En septembre 2007 paraît La ville mode d'emploi. De mon quartier à la mégapole, dans la collection « Terre urbaine » de Gallimard Jeunesse. 
Puis plusieurs ouvrages suivent : notamment L'Amérique (2010), Le journal d'un enfant en Italie. Federico à Bologne (2014), Du monde dans ta cuisine - Recettes pour voyager gourmand (Gallimard jeunesse)  en 2014 et Egyptomania (2016) en duo avec Emma Giuliani aux éditions des Grandes Personnes (Groupe Gallimard). Chez le même éditeur et toujours avec Emma Giuliani, elle sort Grecomania (2019) puis Médievalmania (2023). 
En 2016, Carole Saturno participe bénévolement à l'ouvrage Eux, c’est nous, avec Daniel Pennac, Jessie Magana et l'illustrateur Serge Bloch réalisé pour venir en aide aux réfugiés de la jungle de Calais, un ouvrage dont les revenus de la vente sont intégralement versés à la Cimade. Toujours en 2016, elle est sacrée Chevalière des Arts et des Lettres. En 2018, le livre Eux, c’est nous est réédité.
En 2021, elle est la programmatrice de la deuxième édition du "Picture festival", le festival de l’illustration sous toutes ses formes qui se tient à Bruxelles.

## Publications

### Littérature enfantine
- Enfants d'ici, parents d'ailleurs : Histoire et mémoire de l'exode rural et de l'immigration, Gallimard jeunesse, 2005
- La ville mode d'emploi : De mon quartier à la mégapole, Gallimard jeunesse, 2007
- L'Amérique, de France Bourboulon-Lane, Flore Geffroy-Kearley et Carole Saturno, Gallimard jeunesse, 2010
- Le journal d'un enfant en Italie. Federico à Bologne, Gallimard jeunesse, 2014
- Eux, c’est nous, de Daniel Pennac, Jessie Magana et Carole Saturno, illustrations de Serge Bloch, Les éditeurs jeunesse, 2015
- Egyptomania, Emma Giuliani et Carole Saturno, éditions Les Grandes Personnes, 2016
- Parade : les éléphants peints de Jaipur, Charles Fréger (phot.) et Carole Saturno (texte), Éditions Les Grandes personnes, Paris, 2017
- Grecomania, Emma Giuliani et Carole Saturno, Groupe Gallimard|éditions Les Grandes Personnes 2019
- Médievalmania, Emma Giuliani et Carole Saturno, Groupe Gallimard|éditions Les Grandes Personnes, 2023

### Livres sur la cuisine italienne
- Du monde dans ta cuisine. Recettes pour voyager gourmand, de Carole Saturno et Thomas Baas, Gallimard jeunesse, 2014
- Easy Italie, de Carole Saturno et Coralie Ferreira, Éditions Mango, 2016
- A tavola ! La vraie cuisine familiale italienne, Éditions Mango, 2021
- Italie: Plats incontournables et voyage culinaire, Carole Saturno et Charly Deslandes, Éditions Mango, 2024

### Guides de voyage
- Géo Guide : Italie du Nord : Les grands lacs, Venise, Milan, Géo, 2008
- Géo Guide : Italie du Sud : Rome, Naples, Géo, 2011
- Géo Guide : Week-End a Rome, Géo, 2011
- Géo Guide : Rome, Emma Tassy, Peggy Picot et Carole Saturno, Géo, 2017
- Guide Paris en Famille, Gallimard, 2019